# 尤漢·山塔納
尤漢·亞歷山大·山塔納·阿拉奎（1979年3月13日—）是一位美國職棒的先發投手，曾經贏得2次賽揚獎。

## 職棒生涯

### 早期生涯
1994年被休士頓太空人隊的球探看中，並在1995年與太空人隊簽約，因為山塔納有著驚人的臂力，進而改練成一位投手。1999年，山塔納使用規則五選秀（Rule 5 draft），在當年明尼蘇達雙城隊和佛羅里達馬林魚隊進行了協議，馬林魚隊先挑走山塔納再跟雙城隊交易他。
山塔納首次登上大聯盟是2000年4月3日，對手是坦帕灣魔鬼魚隊，並在4月7日首次先發，不過該年球季的成績是2勝3負、6.49的自責分率。
2002年，雙城隊把山塔納送回小聯盟二個月，讓他專門練他的變速球，而投手教練讓山塔納對上每個打者都須至少投一個變化球，經過幾場先發後再次回到大聯盟，這使著他的變速球更加進步。

### 賽揚獎投手
2004年，山塔納在下半季的表現非常突出，13勝0負、1.21的自責分率、平均每九局僅被打4.74支安打、卻有11.13三振。
賽季結束後，山塔納在三振、自責分率、WHIP值、被打擊率、被上壘率、被長打率均領先全美聯的投手，在228局的投球裡只有54次保送，雖然勝投數不及紅襪隊柯特·席林的21勝，但在賽揚獎票選中，山塔納獲得28票第一名的一致肯定，得到生平第一座賽揚獎。除此之外，山塔納的單季265次三振也破了隊史紀錄。
2006年，山塔納贏得了聯盟投手三冠王，是自1985年來的第一人，他在當季有著領先聯盟的2.77自責分率、245次三振並和紐約洋基隊的王建民並列勝投王。他也是史上第一位勝投少於20勝、自責分率高於2.60的三冠王。
山塔納在2006年贏得個人生涯第二座賽揚獎，也是史上第14位獲得過兩次以上賽揚獎的投手，並是史上第5位被一致通過獲得賽揚獎兩次的投手，其他四位是羅傑·克萊門斯、佩卓·馬丁尼茲、葛瑞格·麥達克斯、山迪·柯法斯。
2008年2月，山塔納與紐約大都會隊簽約，正式轉戰大都會隊，並成為史上最高薪的投手之一。 C.C. Sabathia 沙巴西亞，於2008年球季結束後，與紐約洋基隊簽下七年1億6100萬美元的合約，已超越山塔納在2008年球季前與紐約大都會簽下的六年1億3750萬美合約。

## 球探報告
左投的山塔納有著三種主要球路：均速約90~94mph的快速球（最快曾達97mph）、約84mph的滑球和約82mph的圈指變速球，其中最具特色、最有威脅性的就屬變速球。他的變速球前段軌跡看起來和快速球極為相似，並有著約10mph的速度差距。
在Baseball America每年皆會發表的Best Tools排行榜中，Santana的變速球曾有6度（2005年－2010年）被大聯盟總教練們評為所屬聯盟的第一位，此球路的威力得到了極高的評價。

## 職棒生涯成績
| 球季   | 球隊         | 勝 | 負 | 出賽 | 先發 | 完投 | 完封 | 救援 | 投球局數 | 被安打 | 失分 | 自責失分 | 被全壘打 | 保送 | 三振 | 觸身球 | 暴投 | 被打擊率 | 自責分率 |
| ------ | ------------ | -- | -- | ---- | ---- | ---- | ---- | ---- | -------- | ------ | ---- | -------- | -------- | ---- | ---- | ------ | ---- | -------- | -------- |
| 2000年 | 明尼蘇達雙城 | 2  | 3  | 30   | 5    | 0    | 0    | 0    | 86.0     | 102    | 64   | 62       | 11       | 54   | 64   | 2      | 5    | .302     | 6.49     |
| 2001年 | 明尼蘇達雙城 | 1  | 0  | 15   | 4    | 0    | 0    | 0    | 43.2     | 50     | 25   | 23       | 6        | 16   | 28   | 3      | 3    | .292     | 4.74     |
| 2002年 | 明尼蘇達雙城 | 8  | 6  | 27   | 14   | 0    | 0    | 1    | 108.1    | 84     | 41   | 36       | 7        | 49   | 137  | 1      | 15   | .212     | 2.99     |
| 2003年 | 明尼蘇達雙城 | 12 | 3  | 45   | 18   | 0    | 0    | 0    | 158.1    | 127    | 56   | 54       | 17       | 47   | 169  | 3      | 6    | .216     | 3.07     |
| 2004年 | 明尼蘇達雙城 | 20 | 6  | 34   | 34   | 1    | 1    | 0    | 228.0    | 156    | 70   | 66       | 24       | 54   | 265  | 9      | 7    | .192     | 2.61     |
| 2005年 | 明尼蘇達雙城 | 16 | 7  | 33   | 33   | 3    | 2    | 0    | 231.2    | 180    | 77   | 74       | 22       | 45   | 238  | 1      | 8    | .210     | 2.87     |
| 2006年 | 明尼蘇達雙城 | 19 | 6  | 34   | 34   | 1    | 0    | 0    | 233.2    | 186    | 79   | 72       | 24       | 47   | 245  | 4      | 4    | .216     | 2.77     |
| 2007年 | 明尼蘇達雙城 | 15 | 13 | 33   | 33   | 1    | 1    | 0    | 219.0    | 183    | 88   | 81       | 33       | 52   | 235  | 4      | 7    | .226     | 3.33     |
| 2008年 | 紐約大都會   | 16 | 7  | 34   | 34   | 3    | 2    | 0    | 234.1    | 206    | 74   | 66       | 23       | 63   | 206  | 4      | 9    | .232     | 2.53     |

## 榮譽與事蹟
- 入選明星賽（2005－2007）
- 美國聯盟賽揚獎得主（2004、2006）
- 美國聯盟投手金手套獎得主（2007）
- 勝率領先美國聯盟（2003年，12勝3敗，勝率.800）
- 美國聯盟投手三冠王（2006）
- 2006年6月13日投出生涯第1000次三振[5]
- 明尼蘇達雙城隊隊史單場最多三振（17次，2007年8月19日）[6]
- 2012年6月1日，代表纽约大都会队在主场面对圣路易斯红雀队的比赛中投出职业生涯第一次无安打比赛，同时也是纽约大都会历史上第一次无安打比赛

## 註腳
1. ↑  @MLB美职棒大联盟. . 2021-03-13  [2023-07-25]. （原始内容存档于2023-07-25） –微博.
2. ↑  Many Twists & Turns In Johan'S Journey - New York Post
3. ↑  .   [2008-06-25]. （原始内容存档于2008-06-23）.
4. ↑  MLB美國職棒大聯盟中文官方授權網站 大都會搞定山塔納 讓他成為史上最高薪投手  的存檔，存档日期2009-04-11.
5. ↑  Bio « Johan Santana[永久]
6. ↑  MLB美國職棒大聯盟中文官方授權網站 雙城山塔納大演三振秀 單場17K遊騎兵眼冒金星 的存檔，存档日期2009-04-11.

## 外部連結
- 球員資訊和成績在MLB，ESPN，Baseball-Reference，Fangraphs，The Baseball Cube（英文）